# Колодино (Смоленская область)
Колодино — деревня в Монастырщинском районе Смоленской области России. Входит в состав Новомихайловского сельского поселения. Население — 41 житель (2007 год).
Расположена в западной части области в 17 км к западу от Монастырщины, в 56 км западнее автодороги А141 Орёл — Витебск, на берегу реки Молоховка. В 58 км восточнее деревни расположена железнодорожная станция Энгельгардтовская на линии Смоленск — Рославль.

## История
Упоминается в сентябре 1708 г. в «Подорожном дневнике» деятеля словацкой евангелической церкви, религиозного писателя Даниэла Крмана младшего (1663—1740) во время его дипломатического путешествия в лагерь шведов. Название дано как Колоджин, «где на возвышенности был костел и соседствовало с ним несколько спаленных московитами домов».
В годы Великой Отечественной войны деревня была оккупирована гитлеровскими войсками в июле 1941 года, освобождена в сентябре 1943 года.